# Cadra abstersella
Cadra abstersella är en fjärilsart som beskrevs av Philipp Christoph Zeller 1847. Cadra abstersella ingår i släktet Cadra och familjen mott. Inga underarter finns listade i Catalogue of Life.